# Telmatoscopus brevicolis
Telmatoscopus brevicolis és una espècie d'insecte dípter pertanyent a la família dels psicòdids que es troba a Sud-amèrica: el Brasil.